# Euphorbia latifolia
Euphorbia latifolia là một loài thực vật có hoa trong họ Đại kích. Loài này được C.A.Mey. ex Ledeb. mô tả khoa học đầu tiên năm 1830.

## Đặc điểm
Cây thảo sống lâu năm, mọc đứng, cao (30-)60-90(-100) cm, màu lục nhạt. Rễ hình trụ, màu nâu, dày 15–30 cm × 5–7 mm. Thân đơn hoặc ít phân nhánh ở gốc, dày 5–7 mm, phần trên phân nhánh nhiều, nhẵn và nhẵn; xuất hiện thân vô trùng.
Lá mọc xen kẽ; không theo quy tắc; lá vảy gốc nhiều; cuống lá hầu như không có; phiến lá hình elip rộng, (2-)4-6,5 × (1-)2–3 cm, gốc có hình nêm hoặc hình nêm, mép nguyên [hoặc có rãnh ở đỉnh], đỉnh tròn; gân giữa nổi rõ ở gần trục, gân bên 11-15 đôi; lá trên cành vô trùng có cuống lá, hình tuyến tính, 2-4,5 × 0,7-1,5 cm. Cụm hoa dạng chùm ở ngọn, thường cũng có các xim nhị hoa mảnh, có cuống dài từ các nách dưới; lá thứ cấp 6-10(-17), giống lá thường nhưng nhỏ hơn, tia thứ cấp 6-10(-16), 3–5 cm; cymes chia hai lần; cyathophylls 2, hình trứng tròn, hình trứng tam giác hoặc tròn, 1-1,5 × 1–2 cm, gốc phân nhánh, đỉnh tròn hoặc hình chữ nhật. Cuống Cyathium ngắn; hình chuông không cuốn, 2-2,5 × 1,5–2 mm, nhẵn, thùy hình trứng-tam giác, bên trong có lông; tuyến 4, màu nâu nhạt hoặc nâu, hình lưỡi liềm, đỉnh có 2 sừng, sừng tù.
Hoa đực nhiều. Hoa cái: noãn thò ra từ chén, nhẵn, nhẵn; phong cách tự do, bền bỉ; kiểu cánh tay 2 thùy. Quả nang hình cầu, 4-4,5 × ca. 4 mm, có 3 rãnh dọc. Hạt hình trứng, 2,5-3 × 1,5–2 mm, màu vàng nâu; caruncle hiện tại, không cuống. Fl. và fr. tháng 5-tháng 9.
Euphorbia latifolia có đặc điểm tương tự như E. esula nhưng khác ở chỗ có lá hình elip rộng hơn, màng tế bào có cuống, các tuyến có sừng tù và hạt có các hạt có màu sắc khác nhau.

## Phân bố
Thung lũng, đồng cỏ, rừng rậm, bụi rậm; ở độ cao 1000–1500 m. Chủ yếu ở khu vực Tân Cương (thung lũng Ili He, Tacheng) [Kazakhstan, Kyrgyzstan, Mông Cổ, Nga (Siberia), Tajikistan].